# Ovidiu
Ovidiu (prononcé [ovidju]), anciennement Canara (en grec et turc Kanaras), est une ville du sud-est de la Roumanie située dans la banlieue nord de Constanța, dans le județ de Constanța, en Dobrogée. Elle a 12 342 habitants. Depuis 1995, c'est devenu une banlieue résidentielle, beaucoup de personnes aisées venues de Constanța s'y sont installées.
En 1930, la ville a été rebaptisée Ovidiu en souvenir du poète romain Ovide, dont on suppose qu'il a été enterré dans une petite île du liman de Siutghiol.

## Démographie

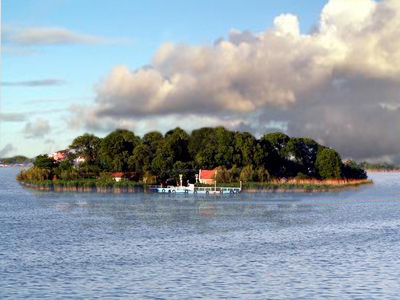
L'île d'Ovide, où l'on suppose qu'il a été enseveli (elle était plus grande dans l'Antiquité).

Au recensement de 2011, la population était composée de 11 240 Roumains (91,07 %), trois Hongrois (0,02 %), 229 Roms (1,86 %), trois Allemands (0,02 %), 358 Turcs (2,90 %), 396 Tatars (3,21 %) et 69 autres (0,56 %).

## Politique
| Parti | Parti                          | Sièges |
| ----- | ------------------------------ | ------ |
|       | Parti social-démocrate (PSD)   | 3      |
|       | Parti national libéral (PNL)   | 13     |
|       | Parti national démocrate (PND) | 1      |